# تریوس پنهانی من
تریوس پنهانی من(My Secret Terrius) که به نام تریوس پشتمه (Terrius Behind me) هم معروف است یک سریال تلویزیونی کرهای است که در سال ۲۰۱۸ تولید شد. ستاره‌های این سریال سو جی-ساب (So Ji-Sub)، جانگ این-سون (Jung In-Sun)، سون هو-جون (Son Ho-jun) و ایم سه-می (Im Se-mi) هستند. سریال از ۲۷ نوامبر سال ۲۰۱۸ در روزهای چهارشنبه و پنجشنبه از شبکه تلویزیونی MBC پخش می‌شد.

## خلاصه داستان
زنی با نام گو ارین (که نقشش را Jung In-Sun) بازی می‌کند همسرش را از دست می‌دهد. او به همراه همسایه‌اش کیم بون (که نقشش را So- Ji-sub بازی می‌کند) که افسر سرویس اطلاعاتی NIS است، طی یک عملیات پیچیده راز پشت مرگ همسرش را کشف می‌کند.

## عوامل

### اصلی
- سو جی-ساب در نقش کیم‌بون (تریوس)[۶][۷]

یک افسر افسانهٔ افسانه‌ای سیاه در سرویس اطلاعات ملی (NIS).
- جونگ این سان در نقش گو اِرین[۸]

یک مادر مجرد که در حل یک مسألهٔ جنایی با کیم بون همراه می‌شود.
- سون هو-جون در نقش جین یونگ-ته[۹]

یک مجرم سابقه‌دار که کلید یک مکان اسرارآمیز را در دست دارد و گو ارین و کیم بون درگیر حل معمای آن مکان می‌شوند.
- ایم سه-می در نقش یو جی-یون[۱۰]

یک مأمور NIS است که درگیر یک عشق یک‌طرفه و پنهانی با کیم بون است.

### نقش‌های مکمل

#### افسرهای NIS
- اوم هیو-سوپ در نقش شیم وو-چول[۱۱]

رئیس NIS که فردی میهن‌پرست و وفادار است.
- سو یی-سوک در نقش کوان یونگ-شیل[۱۲]

نفر دوم و معاون مدیر NIS. او یک زن جاه طلب، سرد و محاسبه‌گر است که امیدوار است که بتواند کنترل آژانس را به دست بگیرد.
- کیم سونگ-جو در نقش را دو-وو[۱۳]

یک هکر نابغع در سرویس NIS. او عاشق یو جی-یوون است.

#### افسرهای KIS
- کیم یو-جین در نقش شیم یون-ها[۱۴]

رئیس سیستم اطلاعاتی کینگ‌کسل (KIS). زنی با مهارت تحقیق عالی.
- کانگ کی جوان به عنوان کیم سانگ ریول[۱۵]

### دیگران
- یانگ دونگ گون به عنوان چا یونگ ایل
- کیم گون وو به عنوان چا جون سو
- باشه، به عنوان چا جون هی شست‌وشو
- هوانگ جی آه به عنوان جو سو هیون
- لی جو به عنوان جو سونگ هیون برنده شد
- کیم دن وو به عنوان هان یو ره
- اوه هان کول به عنوان کیم سونگ گی
- جاسپر چو به عنوان K[۱۶]
- لی هیون ژول به عنوان پارک سو ایل
- کیم بایونگ-اوک به عنوان یون چون-آواز خواند
- پارک به زودی به عنوان لی جی سوک
- Mirosław Zbrojewicz به عنوان یک جاسوس زیر

## تولید
- لی یو-یونگ و یو این-نا دو بازیگری بودند که نقش اول زن این سریال به آن‌ها پیشنهاد شد ولی پیشنهاد را رد کردند.
- اولین جلسهٔ نمایش‌نامه‌خوانی این سریال در ماه ژوئن ۲۰۱۸ و در دفتر شبکهٔ MBC در سانگنام کره‌جنوبی برگزار شد.

## موسیقی متن فیلم اصلی

### قسمت ۱
| Released on ۳ اکتبر ۲۰۱۸ | Released on ۳ اکتبر ۲۰۱۸                | Released on ۳ اکتبر ۲۰۱۸ | Released on ۳ اکتبر ۲۰۱۸ | Released on ۳ اکتبر ۲۰۱۸ | Released on ۳ اکتبر ۲۰۱۸ |
| شماره                    | نام                                     | سراینده                  | آهنگساز                  | Artist                   | مدت                      |
| ------------------------ | --------------------------------------- | ------------------------ | ------------------------ | ------------------------ | ------------------------ |
| ۱.                       | «Heart Is Beating» (그렇게 가슴은 뛴다) | Seo Dong-sung            | Park Sung-il             | Gaho                     | ۰۴:۱۵                    |
| ۲.                       | «Heart Is Beating» (Inst.)              |                          | Park Sung-il             |                          | ۰۴:۱۵                    |
| مجموع مدت:               | مجموع مدت:                              | مجموع مدت:               | مجموع مدت:               | مجموع مدت:               | ۰۸:۳۰                    |

### قسمت ۲
| Released on ۱۰ اکتبر ۲۰۱۸ | Released on ۱۰ اکتبر ۲۰۱۸ | Released on ۱۰ اکتبر ۲۰۱۸ | Released on ۱۰ اکتبر ۲۰۱۸ | Released on ۱۰ اکتبر ۲۰۱۸ | Released on ۱۰ اکتبر ۲۰۱۸ |
| شماره                     | نام                       | سراینده                   | آهنگساز                   | Artist                    | مدت                       |
| ------------------------- | ------------------------- | ------------------------- | ------------------------- | ------------------------- | ------------------------- |
| ۱.                        | «Shining» (눈부셔)        | Seo Dong-sung             | Park Sung-il              | Suran                     | ۰۳:۳۷                     |
| ۲.                        | «Shining» (Inst.)         |                           | Park Sung-il              |                           | ۰۳:۳۷                     |
| مجموع مدت:                | مجموع مدت:                | مجموع مدت:                | مجموع مدت:                | مجموع مدت:                | ۰۷:۱۴                     |

### قسمت ۳
| Released on ۱۷ اکتبر ۲۰۱۸ | Released on ۱۷ اکتبر ۲۰۱۸ | Released on ۱۷ اکتبر ۲۰۱۸ | Released on ۱۷ اکتبر ۲۰۱۸ | Released on ۱۷ اکتبر ۲۰۱۸ | Released on ۱۷ اکتبر ۲۰۱۸ |
| شماره                     | نام                       | سراینده                   | آهنگساز                   | Artist                    | مدت                       |
| ------------------------- | ------------------------- | ------------------------- | ------------------------- | ------------------------- | ------------------------- |
| ۱.                        | «One Day»                 | Lee Chi-hoon              | Kim Min-seung             | Kim Min-seung             | ۰۳:۱۶                     |
| ۲.                        | «One Day» (Inst.)         |                           | Kim Min-seung             |                           | ۰۳:۱۳                     |
| مجموع مدت:                | مجموع مدت:                | مجموع مدت:                | مجموع مدت:                | مجموع مدت:                | ۰۶:۳۲                     |

### قسمت ۴
| Released on ۳۱ اکتبر ۲۰۱۸ | Released on ۳۱ اکتبر ۲۰۱۸          | Released on ۳۱ اکتبر ۲۰۱۸ | Released on ۳۱ اکتبر ۲۰۱۸ | Released on ۳۱ اکتبر ۲۰۱۸ | Released on ۳۱ اکتبر ۲۰۱۸ |
| شماره                     | نام                                | سراینده                   | آهنگساز                   | Artist                    | مدت                       |
| ------------------------- | ---------------------------------- | ------------------------- | ------------------------- | ------------------------- | ------------------------- |
| ۱.                        | «Shout To The Sky» (하늘에 외치다) | Lee Chi-hoon              | Park Sung-il              | هاهم ایون-جونگ            | ۰۴:۲۵                     |
| ۲.                        | «Shout To The Sky» (Inst.)         |                           | Park Sung-il              |                           | ۰۴:۲۵                     |
| مجموع مدت:                | مجموع مدت:                         | مجموع مدت:                | مجموع مدت:                | مجموع مدت:                | ۰۸:۵۰                     |

### قسمت ۵
| Released on ۸ نوامبر ۲۰۱۸ | Released on ۸ نوامبر ۲۰۱۸             | Released on ۸ نوامبر ۲۰۱۸ | Released on ۸ نوامبر ۲۰۱۸ | Released on ۸ نوامبر ۲۰۱۸ | Released on ۸ نوامبر ۲۰۱۸ |
| شماره                     | نام                                   | سراینده                   | آهنگساز                   | Artist                    | مدت                       |
| ------------------------- | ------------------------------------- | ------------------------- | ------------------------- | ------------------------- | ------------------------- |
| ۱.                        | «When Will I See You» (언제쯤 보일까) | Seo Dong-sung             | Park Sung-il              | Yang Da-il                | ۰۴:۱۲                     |
| ۲.                        | «When Will I See You» (Inst.)         |                           | Park Sung-il              |                           | ۰۴:۱۲                     |
| مجموع مدت:                | مجموع مدت:                            | مجموع مدت:                | مجموع مدت:                | مجموع مدت:                | ۰۸:۲۴                     |

### قسمت ۶
| Released on ۱۴ نوامبر ۲۰۱۸ | Released on ۱۴ نوامبر ۲۰۱۸ | Released on ۱۴ نوامبر ۲۰۱۸ | Released on ۱۴ نوامبر ۲۰۱۸ | Released on ۱۴ نوامبر ۲۰۱۸ | Released on ۱۴ نوامبر ۲۰۱۸ |
| شماره                      | نام                        | سراینده                    | آهنگساز                    | Artist                     | مدت                        |
| -------------------------- | -------------------------- | -------------------------- | -------------------------- | -------------------------- | -------------------------- |
| ۱.                         | «My Sun» (나의 태양)       | Minos, Lee Chi-hoon        | Park Sung-il               | Minos, Savina & Drones     | ۰۳:۵۶                      |
| ۲.                         | «My Sun» (Inst.)           |                            | Park Sung-il               |                            | ۰۳:۵۶                      |
| مجموع مدت:                 | مجموع مدت:                 | مجموع مدت:                 | مجموع مدت:                 | مجموع مدت:                 | ۰۷:۵۲                      |

## جوایز
| سال  | جایزه               | دسته‌بندی                                                       | نامزد | نتیجه  | مرجع. |
| ---- | ------------------- | -------------------------------------------------------------- | --- | ------ | ----- |
| ۲۰۱۸ | جوایز درام MBC 2018 | داسانگ (جایزه بزرگ)                                            | style="background: #9EFF9E; color: #000; vertical-align: middle; text-align: center; " class="yes table-yes2 notheme"\|برنده | [ ۱۷ ] |       |
| ۲۰۱۸ | جوایز درام MBC 2018 | درام سال                                                       | style="background: #9EFF9E; color: #000; vertical-align: middle; text-align: center; " class="yes table-yes2 notheme"\|برنده | [ ۱۷ ] |       |
| ۲۰۱۸ | جوایز درام MBC 2018 | نویسنده سال                                                    | style="background: #9EFF9E; color: #000; vertical-align: middle; text-align: center; " class="yes table-yes2 notheme"\|برنده | [ ۱۷ ] |       |
| ۲۰۱۸ | جوایز درام MBC 2018 | جایزه برتر، بهترین بازیگر نقش درام روزهای چهارشنبه-پنجشنبه     | style="background: #9EFF9E; color: #000; vertical-align: middle; text-align: center; " class="yes table-yes2 notheme"\|برنده | [ ۱۷ ] |       |
| ۲۰۱۸ | جوایز درام MBC 2018 | جایزه عالی، بازیگر نقش اول مرد درام در چهارشنبه و پنجشنبه      | style="background: #FDD; color: black; vertical-align: middle; text-align: center; " class="no table-no2"\|نامزدشده          | [ ۱۷ ] |       |
| ۲۰۱۸ | جوایز درام MBC 2018 | جایزه عالی، بازیگر نقش اول زن درام چهارشنبه-پنجشنبه            | style="background: #9EFF9E; color: #000; vertical-align: middle; text-align: center; " class="yes table-yes2 notheme"\|برنده | [ ۱۷ ] |       |
| ۲۰۱۸ | جوایز درام MBC 2018 | جایزه عالی، بازیگر نقش اول زن درام چهارشنبه-پنجشنبه            | style="background: #FDD; color: black; vertical-align: middle; text-align: center; " class="no table-no2"\|نامزدشده          | [ ۱۷ ] |       |
| ۲۰۱۸ | جوایز درام MBC 2018 | بهترین بازیگر نقش مکمل زن / بازیگر زن در درام چهارشنبه-پنجشنبه | style="background: #9EFF9E; color: #000; vertical-align: middle; text-align: center; " class="yes table-yes2 notheme"\|برنده | [ ۱۷ ] |       |
| ۲۰۱۸ | جوایز درام MBC 2018 | بهترین بازیگر کودک                                             | style="background: #9EFF9E; color: #000; vertical-align: middle; text-align: center; " class="yes table-yes2 notheme"\|برنده | [ ۱۷ ] |       |
| ۲۰۱۸ | جوایز درام MBC 2018 | بهترین بازیگر نقش اول کودک                                     | style="background: #9EFF9E; color: #000; vertical-align: middle; text-align: center; " class="yes table-yes2 notheme"\|برنده | [ ۱۷ ] |       |
| ۲۰۱۸ | جوایز درام MBC 2018 | جایزه Bromance                                                 | style="background: #9EFF9E; color: #000; vertical-align: middle; text-align: center; " class="yes table-yes2 notheme"\|برنده | [ ۱۷ ] |       |